# Urează

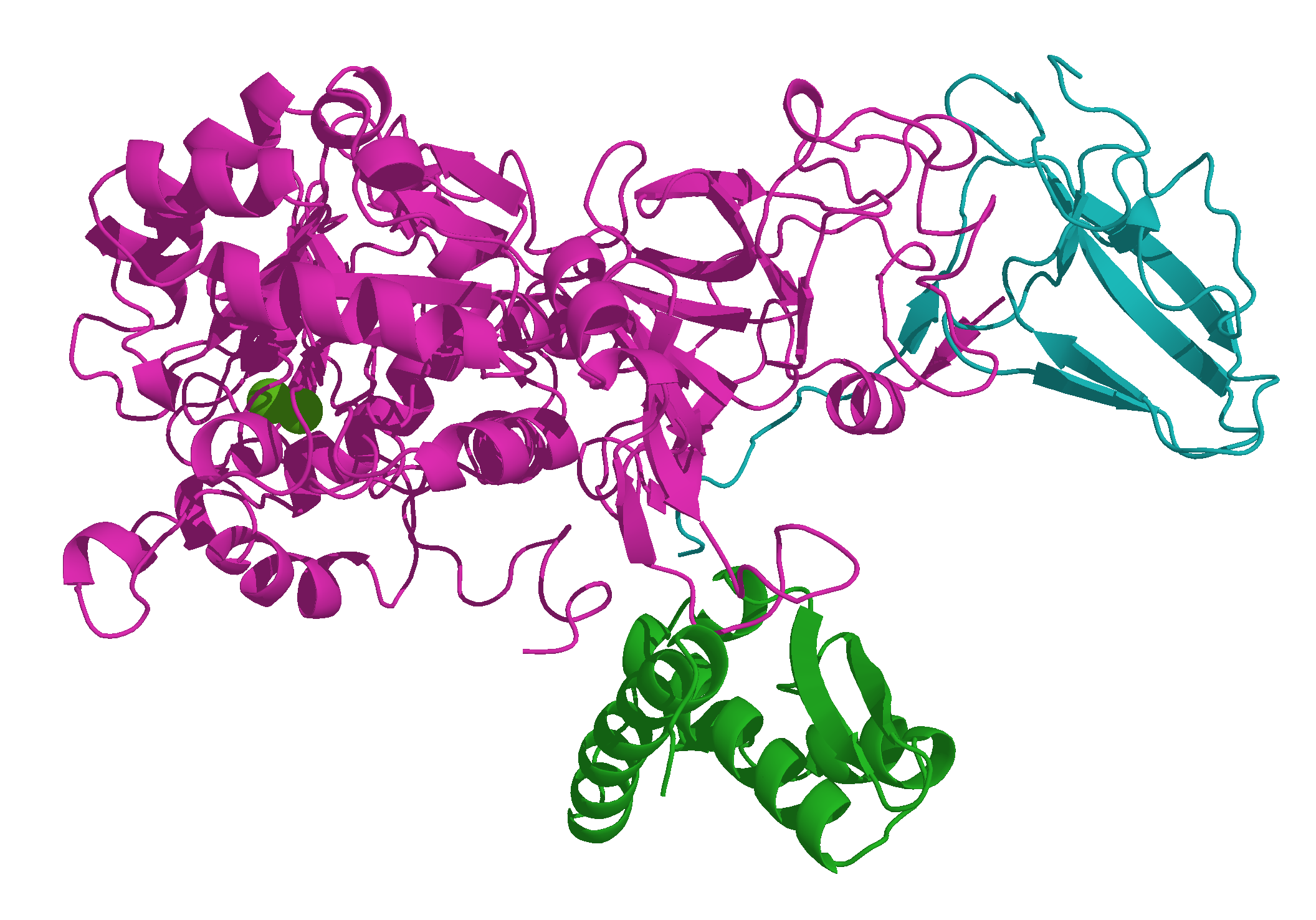
Model 3D al urezei de la Klebsiella aerogenes, ionii de Ni^{2+} sunt reprezentați ca sfere verzi.

Ureaza (EC 3.5.1.5) este o enzimă ce face parte din superfamilia amidohidrolazelor și fosfotriesterazelor. Sunt prezente în multe specii de bacterii, fungi, alge, plante, și la unele specii de nevertebrate. Ureazele sunt metaloenzime ce conține nichel, cu greutăți moleculare ridicate.
Reacția enzimatică catalizată de urează este de hidroliză a ureei în dioxid de carbon și amoniac:
(NH2)2CO + H2O → CO2 + 2NH3